# Донон (коммуна)
Доно́н (фр. Dosnon) — коммуна во Франции, находится в регионе Шампань — Арденны. Департамент — Об. Входит в состав кантона Рамрюпт. Округ коммуны — Труа.
Код INSEE коммуны — 10130.
Коммуна расположена приблизительно в 145 км к востоку от Парижа, в 40 км южнее Шалон-ан-Шампани, в 37 км к северу от Труа.

## Население
Население коммуны на 2008 год составляло 107 человек.
| 1962 | 1968 | 1975 | 1982 | 1990 | 1999 | 2008 |
| ---- | ---- | ---- | ---- | ---- | ---- | ---- |
| 111  | 119  | 106  | 101  | 95   | 79   | 107  |

## Экономика

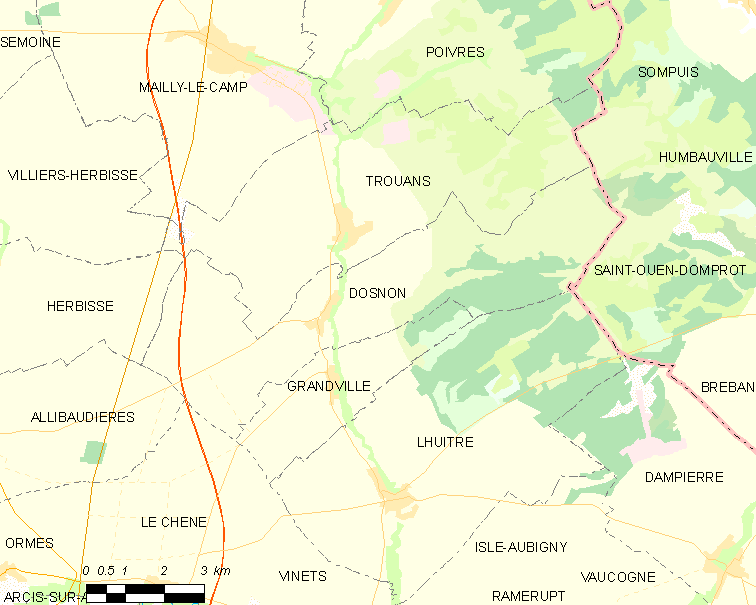
Карта коммуны

В 2007 году среди 58 человек в трудоспособном возрасте (15—64 лет) 42 были экономически активными, 16 — неактивными (показатель активности — 72,4 %, в 1999 году было 64,4 %). Из 42 активных работали 39 человек (23 мужчины и 16 женщин), безработных было 3 (2 мужчины и 1 женщина). Среди 16 неактивных 4 человека были учениками или студентами, 6 — пенсионерами, 6 были неактивными по другим причинам.